# Абдирахман Ахмед Али Туур
Абдирахман Ахмед Али Туур (сомал. Cabdiraxmaan Axmed Cali Tuur, араб. عبد الرحمن أحمد علي الطور‎) (1931 — 8 ноября 2003) — сомалийский политик, первый президент самопровозглашённой республики Сомалиленд.

## Биография
Туур родился в 1931 году в Буръо, Британское Сомали. Происходит из клана исаак.
Когда Сомали обрело независимость, Туур работал чиновником и дипломатом. В апреле 1990 года стал председателем Сомалийского национального движения. Партизанские силы движения большей частью происходили из его родного клана Исхак. Движение предпринимало попытки свергнуть военный режим президента Сиада Барре. Со временем движение начало склоняться к идеям сепаратизма, рассматривая отделение бывшего Британского Сомали от остальной части Сомали. 18 мая 1991 года под руководством Туура местная администрация объявила о независимости северо-западных земель Сомали и создании государства Сомалиленд. Туур стал первым президентом Сомалиленда. Однако, к 1994 году он отказался от идеи независимости и стал выступать за примирение с остальной частью Сомали на основе федеральной системы управления. У него было много сторонников среди клана Исаак. Туур оказывал поддержку миротворческой операции ООН в южном Сомали. Эти действия настроили против него правительство Сомалиленда и некоторых бывших сторонников.
Туур покинул Сомалиленд и уехал в Лондон, где пребывал 10 лет. Вернулся в Сомалиленд только 10 февраля 2003 года за 9 месяцев до своей смерти.